# XXX століття
XXX століття — за григоріанським календарем проміжок часу між 1 січня 2901 і 31 грудня 3000. 30 століття є останнім століттям в третьому тисячолітті за григоріанським календарем.

## Очікувані астрономічні події
- У XXX столітті Землю очікує 253 сонячних затемнення.
- До 3000 року різниця між григоріанським календарем і справжнім сонячним роком складе 1 день.

## Згадки у масмедіа
Частина дій м/ф Футурама відбувається у кінці XXX століття.